# Las fiestas de Himeneo y el Amor
Las fiestas de Himeneo y el Amor (Les fêtes de l’Hymen et de l’Amour) es una opéra-ballet en tres entrées (actos) y un prólogo, con música de Jean-Philippe Rameau y libreto en francés de Louis de Cahusac. Se estrenó el 15 de marzo de 1747 en la Grande Écurie (Versalles).
La ópera se compuso originariamente como parte de las celebraciones por el matrimonio del Delfín Luis con María Josefa de Sajonia. Les fêtes de l’Hymen resultaron ser una obra popular y en marzo de 1776 se habían representado exactamente 106 veces. El libretista, Cahusac, quedó especialmente satisfecho con el modo en que él había logrado dar especial importancia a los elementos sobrenaturales de la trama —se basa en la mitología egipcia— y para permitir un uso particular de una maquinaria escénica especialmente impresionante, a gran escala, que fue muy admirada por el público. La ópera contiene siete ballets, una consecuencia del deseo de Cahusac de integrar aún más la danza y el drama, algo que nace de la típica devoción francesa por el ballet, particularmente cuando se aliaba con la ópera.